# DAB 15-1200C
DAB serii 15 (dokładnie DAB 15-1200C lub DAB Citybus) - niskopodłogowy autobus miejski o długości 12 metrów, produkowany w latach 90. XX wieku przez duńską firmę DAB w Silkeborgu. Jego budowa charakteryzuje się układem drzwi 2-2-2 oraz okrągłymi, dużymi szybami.    

## Historia modelu
Autobus ten powstał jako seria 15, we współpracy z firmą Den Oudsten w roku 1992. Był wyposażony jedynie w system ABS, posiadał silnik DAF RS200L oraz DAF GS200M i skrzynie biegów tj. ZF 4HP500 i Voith D851.2. Był dostępny w wersjach Mk. I i Mk.2. Do Polski tego typu pojazd trafił w połowie lat 90 XX wieku za pośrednictwem MZK Koszalin, które nabyło najpierw jedną sztukę, o numerze bocznym #1139, który służył w Danii początkowo jako pojazd demonstracyjny. Kilka lat później w tym mieście pojawiła się druga, #1194. Poza Koszalinem, w posiadaniu tego autobusu były m.in: Gliwice i Głogów. Oprócz tradycyjnej wersji napędzanej Dieslem, niektóre duńskie przedsiębiorstwa miały na stanie także wersję napędzaną LPG, w której butla gazowa była umieszczona na dachu. Pomimo przejęcia zakładu przez koncern Scania i wprowadzenia na rynek nowej rodziny Scania OmniCity, produkcja autobusu trwała do roku 1999 r i wygaszenia marki DAB.